# Lijst van hoogste gebouwen in Israël
In deze lijst staan de hoogste gebouwen in Israël weergegeven.
|   | Naam                          | Hoogte | Voltooid | Verdiepingen | Stad      | Afbeelding |
| - | ----------------------------- | ------ | -------- | ------------ | --------- | ---------- |
| 1 | Azrieli Sarona Toren          | 238 m  | 2017     | 61           | Tel Aviv  |            |
| 2 | Moshe Aviv Toren              | 235 m  | 2001     | 68           | Ramat Gan |            |
| 3 | Azrieli Center Circular Toren | 187 m  | 1999     | 49           | Tel Aviv  |            |
| 4 | Leonardo City Toren           | 170 m  | 2000     | 45           | Ramat Gan |            |
| 5 | Azrieli Center                | 169 m  | 1999     | 48           | Tel Aviv  |            |
| 6 | Elco Toren                    | 160 m  | 2011     | 47           | Tel Aviv  |            |
| 7 | Kirya Toren                   | 158 m  | 2005     | 42           | Tel Aviv  |            |
| 8 | W-Toren                       | 156 m  | 2009     | 46           | Tel Aviv  |            |
| 9 | Azrieli Center Square Tower   | 154 m  | 2007     | 46           | Tel Aviv  |            |